# Воздух (фильм, 2023)
«Воздух» — художественный фильм российского режиссёра Алексея Германа-младшего, главные роли в котором сыграли Анастасия Талызина, Аглая Тарасова, Елена Лядова, Кристина Лапшина, Сергей Безруков. Премьера состоялась 26 октября 2023 года на 36-м Токийском международном кинофестивале. Картина вышла в прокат 18 января 2024 года. Фильм удостоился 14 номинаций на премию «Золотой орёл», включая «Лучший игровой фильм», и победил в шести из них. Телевизионная премьера фильма состоялась 9 мая 2025 года на «Первом канале».

## Сюжет
Действие фильма происходит во время Великой Отечественной войны, в апреле 1942 года. В смешанный авиационный полк, защищающий «Дорогу жизни» под блокадным Ленинградом, прибывает подразделение юных необстрелянных лётчиц.

## В ролях
- Анастасия Талызина — Евгения
- Аглая Тарасова — Екатерина
- Антон Шагин — Владимир
- Елена Лядова — Маргарита
- Кристина Лапшина — Мария
- Сергей Безруков — Алексей Астафьев
- Евгения Свиридова — певица Сильва
- Григорий Данцигер

## Производство и релиз
Работа над фильмом началась в 2018 году. Производством картины занимались METRAFILMS и «Амедиа Продакшн» при участии Первого канала, Фонда Кино, Фонда «Кинопрайм», киностудии «Ленфильм» и комитета по культуре Санкт-Петербурга. Бюджет «Воздуха» составил 450 миллионов рублей, проект получил поддержку Министерства культуры России и Фонда Кино. Съёмки начались в Санкт-Петербурге в январе 2020 года, но весной были приостановлены из-за пандемии коронавируса. На тот момент проект был готов примерно на 45 %. Герман рассказал тогда, что из-за изменившихся обстоятельств работа над фильмом продлится не менее трёх лет. Вынужденным простоем он воспользовался для реализации другой давней идеи — снял фильм «Дело».
В июле 2021 года стало известно, что для производства фильма снова собрана съёмочная группа. Съёмки возобновились осенью 2021 года и закончились в феврале 2022 года, выход фильма в широкий прокат был запланирован на 2023 год. Натурные съёмки проходили в Ленинградской, Саратовской и Новгородской областях и в Карелии. Завершающий блок картины снимался в январе 2022 года в одном из павильонов студии Главкино. За это время был отснят материал для всех сцен воздушных боёв. Совместно с компанией XOVP — EXTRAORDINARY VIRTUAL PRODUCTION были построены экраны из LED-панелей общей площадью 800м², использовались гимблы для полноразмерных моделей самолётов, пришедший из игрового мира движок Unreal Engine, технология IN-CAMERA VFX, которая давала возможность синхронно интегрировать графику прямо на съёмочной площадке. Были построены 12 самолётов модели Як-1Б, воссозданы полевые аэродромы времён войны.
Премьера фильма состоялась 26 октября 2023 года на 36-м Токийском международном кинофестивале, в рамках основной программы. В прокат картина вышла 18 января 2024 года.

## Оценки
Обозреватель «Известий» охарактеризовал «Воздух» как «один из самых крупных и интригующих проектов отечественного кино XXI века», «радикально суровый фильм с уникальными по зрелищности воздушными боями и образами, которые потом будут являться впечатлительным зрителям в ночных кошмарах». Для рецензента «Коммерсанта» это «редкий для отечественного кино последних лет пример жанра антивоенного антиблокбастера», в котором арт-мейнстрим побеждает жанр «патриотического военного эпика»; критик называет минусами картины «нарочито придуманные сцены» и неестественные диалоги.
Прозвучали взаимно противоположные мнения об огромной концентрации материала, из-за которой двух с половиной часов экранного времени слишком мало, и о затянутости фильма. Рецензенты высоко оценили сцены воздушных боёв. Прозвучала и критика из-за ряда исторических несоответствий.
«Воздух» получил премию «Событие года» журнала «КиноРепортёр» в номинации «Фильм года» и 14 номинаций на премию «Золотой орёл», причём победил в 6 из них: «Лучший игровой фильм», «Лучшая мужская роль в кино» (Сергей Безруков), «Лучшая женская роль второго плана» (Елена Лядова), «Лучшая работа звукорежиссера» (Никита Ганькин), «Лучшие визуальные эффекты» (студии «XOVP» и «Аламбик»), «Лучший монтаж фильма» (Дарья Обухова, Семен Грицай, Мухарам Кабулова, Владимир Мосс).